# Георги Стоянов (озвучаващ актьор)
Вижте пояснителната страница за други личности с името Георги Стоянов.
Георги Асенов Стоянов е български озвучаващ актьор и кукловод. Занимава се активно с куклен театър, озвучаване и режисиране на дублажи на филми и сериали. Най-известен е с ролите си на Тимон от поредицата „Цар лъв“ и C-3PO от „Междузвездни войни“, Шаги Роджърс от филмовата поредица „Скуби-Ду“ и много други.

## Ранен живот
Стоянов е роден на 12 февруари 1966 г. в Русе, Народна република България.
През 1985 г. завършва Техникума по дървообработване и вътрешна архитектура „Йосиф Вондрак“ – Русе. След като прекарва две години в казарма, през 1987 г. е приет във ВИТИЗ „Кръстьо Сарафов“ със специалност „Актьорско майсторство за куклен театър“ в класа на професор Дора Рускова, като го завършва през 1991 г.

## Актьорска кариера
От годината на завършването си до 1994 г. е актьор в Държавен куклен театър – Русе. От 1994 г. играе в Столичен куклен театър. Някои от ролите му са тези на Артиста в „За граховото зърно и една принцеса“, Щъркела в „Щърков сняг“, Бащата в „Сама вкъщи“ и Крокодила в „Любопитното слонче“. Участва още във „Възпитание на чувствата“, „Едно приказно градче“, „Трагедия за Макбет“, „Принцесите и змеят“, „Приказка за попа и неговият слуга Глупан“, „Питър Пан“ и „Бурята“.
Телевизионните му появи включват предаването „Защо?“, „Енциклопедия България“ за БНТ, както и „Какъв да стана?“ за Нова телевизия.

## Кариера на озвучаващ актьор
Започва озвучаващата си кариера през средата на 90-те години, като за първи път участва в дублажа на сериала „Тимон и Пумба“, където след кастинг, е избран да дублира Тимон за БНТ. През 2003 г. отново озвучава ролята за дублажа на филма „Цар лъв“. По-късно озвучава героя и в последвалите два филма, сериала „Пазител на лъвските земи: Завръщането на рева“, както и в гостуващите появи на героя в „Клуб Маус“ и „Вълшебната Коледа на Мики“.

### Режисьор на дублажи

#### Войсоувър дублаж
- „Кинг Конг“ (дублаж на Александра Аудио), 2010
- „Корабокрушенецът“, 2010
- „Патриотични игри“, 2010
- „Доброто старо време“, 2009
- „Дни на грохот“, 2009
- „Стари приятели 2“, 2009
- „Игра по план“ (дублаж на Александра Аудио), 2010
- „Отнесени“, 2010
- „Трансформърс“, 2010
- „Трансформърс: Отмъщението“, 2012
- „Трансформърс: От тъмната страна на луната“, 2013
- „Трансформърс: Последният рицар“, 2019
- „Двойно убийство“

#### Нахсинхронен дублаж
- „Аз, проклетникът 2“, 2013
- „Героичната шесторка“, 2014
- „Лоракс“, 2012
- „Малкото пони: Филмът“, 2017
- „Мегаум“, 2010
- „Миньоните“, 2015
- „Миньоните 2“, 2022
- „Облачно, с кюфтета“, 2009
- „Принц Смотльо“, 2012
- „Принцесата и жабокът“, 2009
- „Шеметен бяг“, 2013–2017
- „Робо и Страшко“, 2013-2015
- „Лунното момиче и Дяволският динозавър“, 2023
- „Lego Dreamzzz”, 2023
- „Барби и трите мускетарки“, 2009
- „Том и Джери: Мисия до Марс“ (дублаж на Александра Аудио), 2012
- „Том и Джери: Филмът“ (дублаж на Александра Аудио), 2013
- „Лимонадената банда“, 2011
- „История с мумия 2“, 2022

## Личен живот
Стоянов има един развод зад гърба си с актрисата Екатерина Казакова. По-късно се жени повторно.
Има по една дъщеря от двете си съпруги – Ралица Стоянова (която също е актриса) родена през 1989 г., а втората в края на 2011 г.